# Prisión de Stadelheim

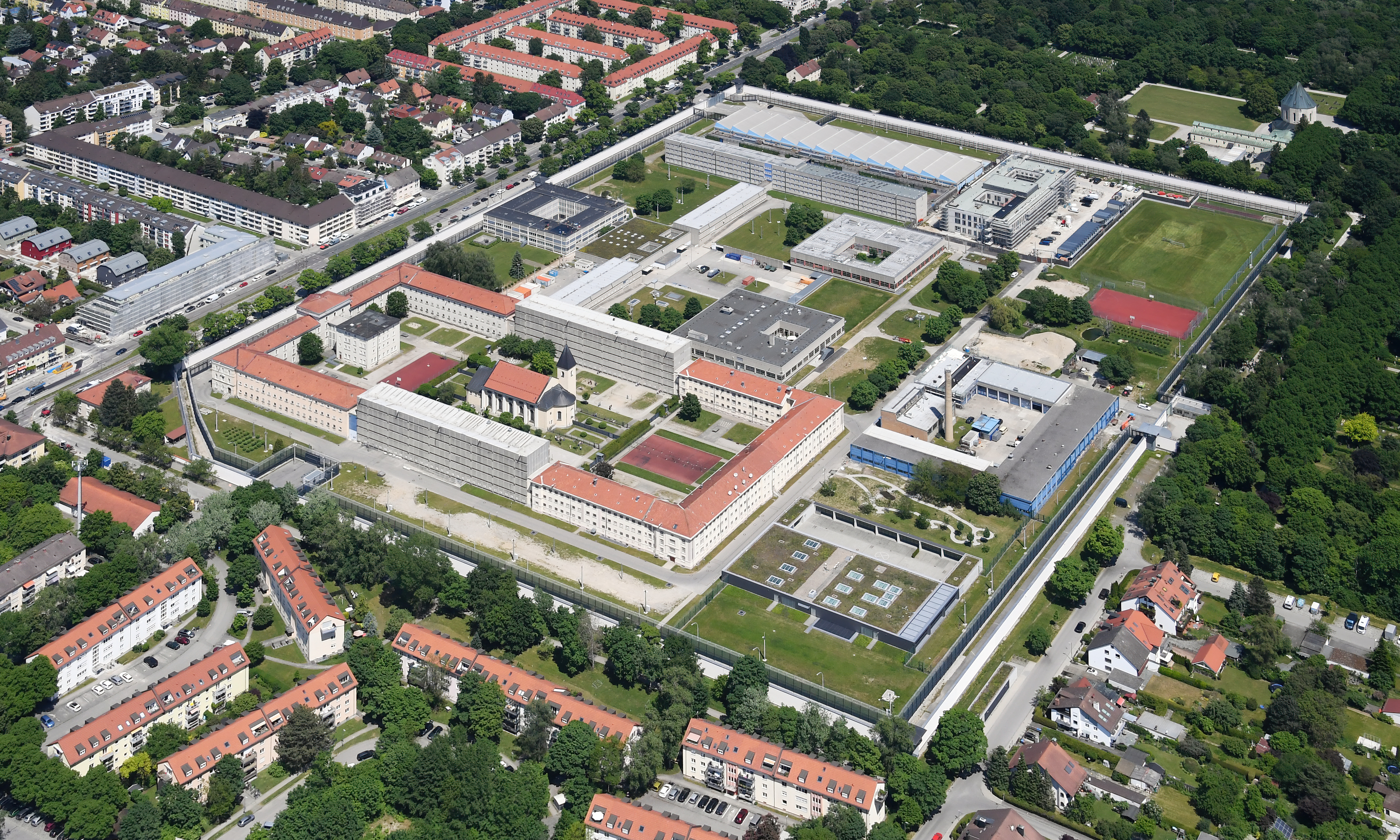
Vista aérea de la prisión.

La prisión de Stadelheim, en el distrito de Giesing en Múnich, es una de las prisiones más grandes de Alemania. Fue fundada en 1894, y en ella tuvieron lugar varias ejecuciones, particularmente por guillotina durante el periodo nazi.

## Reclusos notables
- Ludwig Thoma, cumplió una condena de seis semanas en 1906 por haber insultado a las asociaciones de la moralidad.
- Kurt Eisner, después de la huelga de enero fue encarcelado desde el verano hasta el 14 de octubre de 1918.
- Anton Graf von Arco auf Valle, el asesino de Kurt Eisner, Ministro Presidente de Baviera. Cumplió su condena en la celda 70, y en 1924 fue desalojada de su celda para dar paso a Adolf Hitler.
- Gustav Landauer, asesinado el 2 de mayo de 1919.
- Eugen Leviné, asesinado el 5 de julio de 1919.
- Ernst Toller, encarcelado de 1919 a 1924.
- Adolf Hitler, encarcelado durante un mes en 1922 por asaltar a Otto Ballerstedt.
- Ernst Röhm estuvo encarcelado antes de su ejecución por Hitler por participar en la noche de los Cuchillos Largos. Un antiguo SA-Stabschef (Jefe de Personal) le disparó el 1 de julio de 1934 en la celda 70.[1]
- Peter von Heydebreck, un militar de carrera nazi, encarcelado y asesinado por las SS durante el Putsch de Múnich en 1934.
- Leo Katzenberger, guillotinado el 2 de junio de 1942 por violar la ley Nazi Rassenschutzgesetz, o Ley de Protección Racial. El juez en el infame Caso Katzenberger, Oswald Rothaug, le condenó a pesar de falta de pruebas.
- Hans Scholl, miembro del movimiento de resistencia Rosa Blanca, fue ejecutado el 22 de febrero de 1943.
- Sophie Scholl, miembro de la Rosa Blanca, fue ejecutada el 22 de febrero de 1943.[2]
- Christoph Probst, miembro de la Rosa Blanca, fue ejecutado el 22 de febrero de 1943.
- Alexander Schmorell, miembro de la Rosa Blanca, fue ejecutado el 13 de julio de 1943.
- Kurt Huber, miembro de la Rosa Blanca, fue ejecutado el 13 de julio de 1943.
- Willi Graf, miembro de la Rosa Blanca, fue ejecutado el 12 de octubre de 1943.
- Friedrich Ritter von Lama, periodista católico que trabajaba para Radio Vaticano. Asesinado en febrero de 1944.
- Hans Conrad Leipelt, miembro de la Rosa Blanca, fue ejecutado el 19 de enero de 1945.
- Ingrid Schubert, miembro de la Facción de Ejército Roja, fue encontrada ahorcada en su celda el 13 de noviembre de 1977.
- Dieter Zlof, el secuestrador de Richard Oetker, estuvo aquí (alrededor de 1977) hasta su traslado a Straubing.
- Konstantin Wecker, músico, prisión preventiva por consumo de cocaína en 1955.
- Karl-Heinz Wildmoser Sr., antiguo presidente del club de fútbol TSV 1860 Múnich. Fue encarcelado alrededor del 2002.
- MOK, rapero, encarcelado en 2003-04.
- Oliver Shanti, músico, encarcelado desde 2008.
- John Demjanjuk, acusado de cometer crímenes de guerra. Encarcelado en 2009. Demjanjuk murió el 17 de marzo de 2012 en una residencia de ancianos en Bad Feilnbach, en el sur de Alemania.[3]
- Gerhard Gribkowsky, director de riesgos del banco con sede en Múnich BayernLB, expresidente de SLEC. Encarcelado en 2010.
- Breno Borges, jugador de fútbol y exjugador del Bayern Múnich. Fue encarcelado en el 2012.
- Beate Zschäpe, acusada de ser miembro del grupo Clandestinidad Nacionalsocialista, se encuentra a la espera de ser juzgada entre 2013 y 2015.

## Estadísticas sobre la prisión
- Tamaño: 14 hectáreas
- Capacidad: 1500 prisioneros (máximo posible 2100)
- Número más alto de prisioneros: 9 de noviembre de 1993 con 1969 prisioneros
- Ejecuciones entre 1895 y 1927: 14 (incluyendo Gustav Landauer y Eugen Levine)
- Ejecuciones entre 1933 y 1945: al menos 1035 (incluyendo Ernst Röhm y los miembros del movimiento de resistencia de Rosa Blanca, Sophie Scholl, Hans Scholl y Christoph Probst; Alex Schmorell, Willi Graf y Kurt Huber. También Hans Conrad Leipelt de la Rosa Blanca en Hamburgo quién sería decapitado en enero de 1945 por reproducir y distribuir el sexto y último folleto de la Rosa Blanca escrito por Kurt Huber).